# Olga Kurylenko

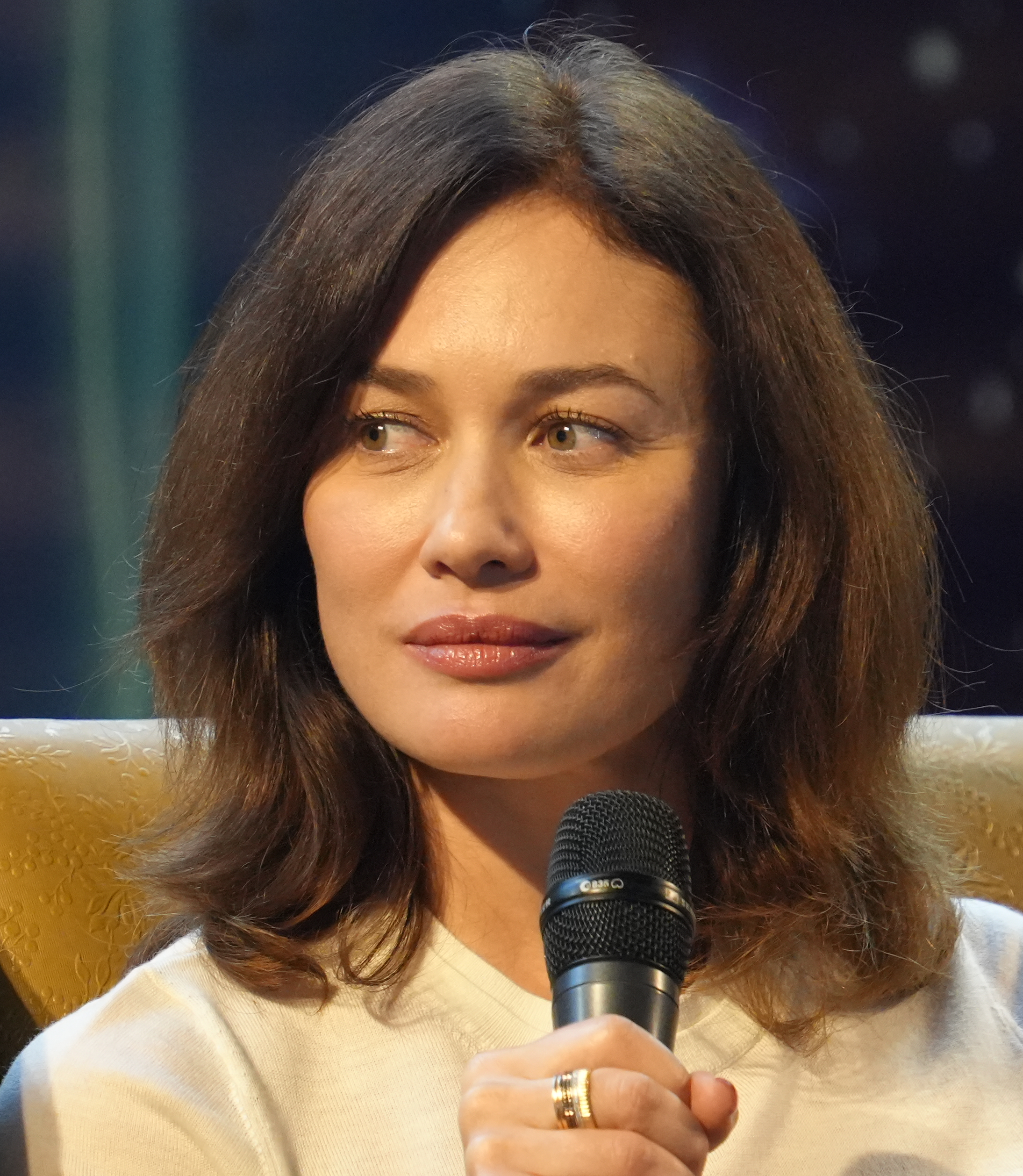
Olga Kurylenko (2024)

Olga Kostjantyniwna Kurylenko (ukrainisch Ольга Костянтинівна Куриленко/Olha Kostjantyniwna Kurylenko; russisch Ольга Константиновна Куриленко/Olga Konstantinowna Kurilenko; * 14. November 1979 in Berdjansk, Ukrainische SSR, Sowjetunion) ist ein französisches Model und Schauspielerin ukrainischer Herkunft.

## Leben und Karriere
Olga Kurylenko wuchs als Scheidungskind unter ärmlichen Bedingungen auf. Im Alter von 13 Jahren wurde sie in der Moskauer U-Bahn von einem Model-Scout entdeckt. Sie zog nach Paris, wo sie Kunst studierte. Zahlreiche renommierte Modelaufträge folgten, unter anderem für die Titelseiten von Elle und Vogue sowie für Werbekampagnen von Bébé und Clarins. Seit 2001 ist sie französische Staatsbürgerin.
Ihre Filmkarriere begann Kurylenko 2005 ebenfalls in Frankreich. Für ihre erste große Rolle in dem Liebesfilm L’annulaire wurde sie 2006 beim Brooklyn International Film Festival ausgezeichnet. Des Weiteren hatte sie Rollen in dem französischen Thriller Die Schlange (2007), in Paris, je t’aime (2006) sowie in Hitman – Jeder stirbt alleine (2007). Im 22. James-Bond-Film Ein Quantum Trost (2008) spielte sie als Bond-Girl Camille die weibliche Hauptrolle.

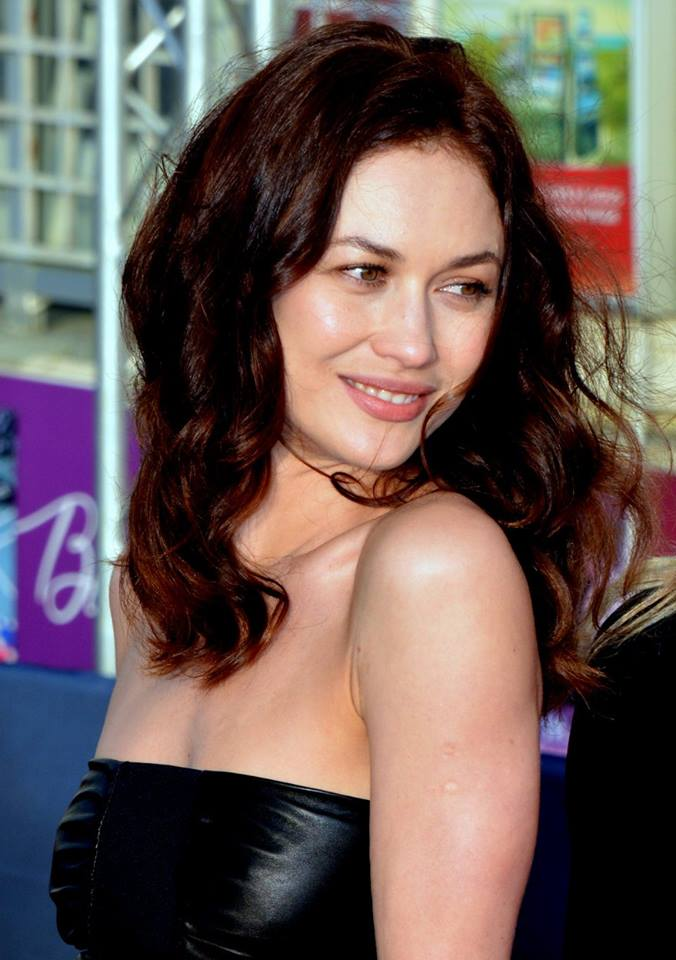
Olga Kurylenko (2018)

Entgegen anders lautenden Gerüchten spielte Kurylenko die Nacktszenen in Hitman – Jeder stirbt alleine wie auch in ihrem Filmdebüt L’annulaire selbst. 2008 posierte sie ebenfalls unbekleidet für die Dezember-Ausgabe des Männermagazins Maxim.
Kurylenkos zunehmende Bekanntheit löste in Russland und der Ukraine unterschiedliches Echo aus. So wandte sich etwa 2008 eine Gruppe aus Sankt Petersburg in einem offenen Brief an die Schauspielerin und bezeichnete sie als „Deserteurin der slawischen Welt“ sowie als „verirrte Tochter der unglücklichen Ukraine“. Kritisiert wurde eine Anbiederung an die USA und „moralischer Verrat“, vor allem aufgrund ihrer Rolle in Ein Quantum Trost. Rückendeckung erhielt sie jedoch in Berdjansk, ihrer ukrainischen Heimatstadt, wo Bürgermeister Anatolij Stepanenko offen bekundete, er sei „stolz auf den Star Kurylenko“.
Kurylenko war mit dem französischen Modefotografen Cedric Van Mol verheiratet. Die 1999 geschlossene Ehe wurde nach dreieinhalb Jahren wieder geschieden. Ihre zweite Ehe mit dem Unternehmer Damian Gabriel Neufeld wurde Ende 2007 ebenfalls wieder geschieden. Von 2014 bis 2018 war sie mit dem britischen Journalisten Max Benitz liiert und hat mit ihm einen Sohn (* 2015). Seit 2018 ist sie mit dem britischen Schauspielkollegen Ben Cura liiert.

## Filmografie (Auswahl)
- 2005: L’annulaire
- 2006: Paris, je t’aime
- 2006: Le porte-bonheur (Fernsehfilm)
- 2006: Die Schlange (Le serpent)
- 2007: Suspectes (Fernsehserie, sieben Folgen)
- 2007: Hitman – Jeder stirbt alleine (Hitman)
- 2008: Max Payne
- 2008: James Bond 007: Ein Quantum Trost (Quantum of Solace)
- 2008: A l’est de moi
- 2009: The Assassin Next Door – Zwei Frauen schlagen zurück (Kirot)
- 2010: Tyranny (Fernsehserie, fünf Folgen)
- 2010: Centurion
- 2011: Glaube, Blut und Vaterland (There Be Dragons)
- 2011: Verwundete Erde (La terre outragée)
- 2012: To the Wonder
- 2012: 7 Psychos (Seven Psychopaths)
- 2012: Die Logan Verschwörung (The Expatriate)
- 2012–2013: Magic City (Fernsehserie, 16 Folgen)
- 2013: Oblivion
- 2014: Vampire Academy
- 2014: The November Man
- 2014: Das Versprechen eines Lebens (The Water Diviner)
- 2015: A Perfect Day
- 2015: Momentum
- 2016: La corrispondenza
- 2017: The Death of Stalin
- 2017: Gun Shy
- 2018: The Man Who Killed Don Quixote
- 2018: A Breath Away (Dans la brume)
- 2018: Johnny English – Man lebt nur dreimal (Johnny English Strikes Again)
- 2018: Mara
- 2018: L’Empereur de Paris
- 2019: 15 Minutes of War (L'intervention)
- 2019: The Courier – Tödlicher Auftrag (The Courier)
- 2019: The Room
- 2019: Das Rätsel (Les Traducteurs)
- 2020: Wonderland, the Girl from the Shore (Romance, Fernsehserie, sechs Folgen)
- 2020: The Bay of Silence
- 2021: Sentinelle
- 2021: Black Widow
- 2021: Vanishing
- 2022: White Elephant
- 2022: The Princess
- 2022: Treason (Miniserie, fünf Folgen)
- 2022: High Heat[9]
- 2023: Tyler Rake: Extraction 2 (Extraction 2)
- 2023: Boudica (Boudica: Queen of War)
- 2023: Paradox Effect
- 2023–2024: D’argent et de sang (Miniserie, acht Folgen)
- 2024: Chief of Station
- 2025: Super Mâles (Fernsehserie)
- 2025: Thunderbolts*
- 2025: Fox Hunt